# Alfabeti georgiani
Gli alfabeti georgiani (in georgiano ქართული დამწერლობა?, kartuli damts'erloba; letteralmente scritti georgiani) sono i tre sistemi di scrittura attualmente utilizzati per scrivere la lingua georgiana, oltre ad alcune lingue cartveliche prive di propria tradizione letteraria quali il mengrelio, lo svano, il lazo, ed occasionalmente altre lingue del Caucaso quali l'osseto e l'abcaso durante gli anni quaranta. La lingua georgiana ha una ortografia fonemica e l'attuale alfabeto consta di trentatré lettere; originariamente ne aveva di più, ma alcune sono divenute obsolete (vedi caselle scure della tabella).
La parola "alfabeto" (in georgiano: ანბანი, anbani) deriva dall'unione dei nomi delle prime due lettere dei tre alfabeti georgiani; questi risultano molto differenti fra di loro, ma condividono lo stesso ordine alfabetico. La lingua georgiana è scritta da sinistra a destra ed è ufficialmente un alfabeto unicamerale (presenta cioè un unico carattere e non distingue tra maiuscolo e minuscolo).
Il mkhedruli - la scrittura reale civile del Regno di Georgia, usata al tempo principalmente per le carte reali - è oggi la scrittura standard per il georgiano moderno e le altre lingue cartveliche, mentre l'asomtavruli e il nuskhuri sono usati solo dalla Chiesa ortodossa georgiana, nei testi delle cerimonie religiose e nell'iconografia.

## Origine degli alfabeti
Cronache georgiane (VII secolo) asserisce che questi alfabeti furono inventati sotto il regno di Farnabazo I d'Iberia (299-234 a.C.), in un periodo di forte influsso culturale greco dal vicino stato seleucide.
I ritrovamenti epigrafici più recenti avvalorano una datazione del primo alfabeto georgiano anteriore alla cristianizzazione. A Nek'resi (Kakheti), sono state rinvenute cinque iscrizioni che sono state datate al I-III secolo su base paleografica. Altri documenti appartenenti allo stadio più antico dell'alfabeto georgiano sono le iscrizioni musive nei monasteri georgiani della Palestina, l'iscrizione della chiesa di Bolnisi del V secolo, e alcune righe su palinsensti del V-VI secolo contenenti testi biblici.

## Sistemi di scrittura

Calligrafia georgiana.

Sebbene la Georgia nel periodo di formazione dell'alfabeto si trovasse sottoposta a influenze culturali diverse, è indubbio che l'alfabeto greco sia quello che ha avuto l'influsso più profondo: tanto che, nella sua prima stesura, l'alfabeto georgiano conteneva lettere corrispondenti a suoni della lingua greca inesistenti in georgiano.
Altri sistemi di scrittura rimasero comunque in uso in Georgia. Verso la metà del II secolo, la principessa Serapita fece erigere una stele bilingue greco-aramaica a Mtskheta, in cui è utilizzata una varietà di scrittura aramaica tipica della Georgia, chiamata armazi.
I documenti più antichi furono redatti con una scrittura chiamata asomtavruli (ასომთავრული), ovvero maiuscola, in quanto composta di sole lettere maiuscole, tutte della stessa grandezza. Questa scrittura, detta anche mtavruli o mrglovani, fu l'unico sistema in uso fino al IX secolo, quando fu affiancato dalla scrittura nuskhuri (ნუსხური). Il nuskhuri è formato da sole lettere minuscole ed è decisamente più adatto alla scrittura su pergamena.
La prima iscrizione in nuskhuri data all'anno 835, ma questa forma di scrittura divenne di uso comune solo a partire dal X secolo. Esistono manoscritti in cui le due scritture di quel periodo (asomtavruli e nuskhuri) sono utilizzate insieme. Nel loro insieme, queste due forme furono definite khutsuri (ხუცური) nel XII secolo, ovvero scritture ecclesiastiche, quando emerse una terza forma di scrittura, chiamata mkhedruli (მხედრული), che è quella in uso ancora oggi. La Chiesa ortodossa della Georgia continua, tuttavia, ad utilizzare il khutsuri per i testi liturgici.
La prima versione per la stampa dell'alfabeto georgiano fu preparata dai missionari cattolici. Il primo libro stampato in georgiano è il Dittionario giorgiano e italiano di Stefano Paolini e Niceforo Irbachi, che vide la luce a Roma nel 1629 per i tipi della Sacra Congregatio de Propaganda Fide. La prima casa editrice georgiana fu invece fondata nel 1712 sotto il patronato del re Vaxtang VI, e per l'iniziativa di Sulxan-Saba Orbeliani.
Nel XIX secolo è da ricordare la riforma ortografica di Ilia Ch'avch'avadze, che espunse cinque lettere divenute col tempo inutili:
- ჱ (he) [eɪ], svan [eː] era equivalente a ეჲ ey, come in ქრისტჱ ~ ქრისტეჲ kristʼey, "Cristo".
- ჲ (hie) [je] appariva al posto di ი (ini) dopo una vocale, ma arrivò ad avere la stessa pronuncia di ი (ini) e fu sostituita da essa. Pertanto, ქრისტჱ ~ ქრისტეჲ kristʼey "Cristo" è ora scritto ქრისტე kristʼe.
- ჳ (vie) [uɪ], svan [w]  finì per essere pronunciato come ვი vi e fu sostituita da quella sequenza, come in სხჳსი > სხვისი skhvisi "altri".
- ჴ (qari) [qʰ⁠] cominciò ad essere pronunciata come ხ (khani), e fu sostituita da essa. es. ჴელმწიფე qelmtsʼipe divenne ხელმწიფე khelmtsʼipe "sovrano".
- ჵ (hoe) [oː⁠] era stata usata per l'interiezione hoi! che ora viene scritta ჰოი.

Il disegno dei caratteri georgiani nel XX secolo annovera tra i suoi principali autori Anton Dumbadze, che diresse il Laboratorio tipografico di Tbilisi dal 1972. I suoi progetti sono ancora oggi utilizzati per la produzione della maggior parte dei font digitali.
Il mkhedruli è stato adattato anche ad altre lingue, oltre al georgiano. Alcuni di questi alfabeti hanno mantenuto lettere obsolete nel georgiano, mentre altri hanno acquisito lettere aggiuntive:
- ჶ (fi) è usata in laz e svan, e anticamente in osseto e abkhazo.[12] Deriva dalla lettera greca Φ.
- ჷ (yn) è usata per il suono schwa in svan e megrelio, e anticamente in osseto e abkhazo.[12]
- ჸ (elif) è usata per l'occlusiva glottidale in svan e megrelio.[12] È un ყ (q'ari) invertito.

## Alfabeti
Questa tabella elenca i tre sistemi di scrittura in colonne parallele, comprese le lettere che sono obsolete in georgiano ma ancora utilizzate in altre lingue (sfondo verde) o lettere aggiuntive in lingue diverse dal georgiano (sfondo rosa).
| Lettere   | Lettere     | Lettere  | Nome   | Pronuncia                     | Traslitterazione    | Traslitterazione |
| Mkhedruli | Asomtavruli | Nuskhuri | Nome   | Pronuncia                     | Nazionale georgiana | ISO 9984         |
| --------- | ----------- | -------- | ------ | ----------------------------- | ------------------- | ---------------- |
| ა         | Ⴀ           | ⴀ        | ani    | [ɑ⁠]                           | A a                 | A a              |
| ბ         | Ⴁ           | ⴁ        | bani   | [b⁠]                           | B b                 | B b              |
| გ         | Ⴂ           | ⴂ        | gani   | [g⁠]                           | G g                 | G g              |
| დ         | Ⴃ           | ⴃ        | doni   | [d⁠]                           | D d                 | D d              |
| ე         | Ⴄ           | ⴄ        | eni    | [⁠ɛ⁠]                           | E e                 | E e              |
| ვ         | Ⴅ           | ⴅ        | vini   | [v⁠]                           | V v                 | V v              |
| ზ         | Ⴆ           | ⴆ        | zeni   | [z⁠]                           | Z z                 | Z z              |
| ჱ         | Ⴡ           | ⴡ        | he     | [eɪ], svan [eː]               | —                   | Ē ē              |
| თ         | Ⴇ           | ⴇ        | tani   | [⁠tʰ]                          | T t                 | T' t’            |
| ი         | Ⴈ           | ⴈ        | ini    | [ɪ⁠⁠]                           | I i                 | I i              |
| კ         | Ⴉ           | ⴉ        | kʼani  | [kʼ⁠]                          | Kʼ kʼ               | K k              |
| ლ         | Ⴊ           | ⴊ        | lasi   | [l⁠]                           | L l                 | L l              |
| მ         | Ⴋ           | ⴋ        | mani   | [m]                           | M m                 | M m              |
| ნ         | Ⴌ           | ⴌ        | nari   | [n⁠]                           | N n                 | N n              |
| ჲ         | Ⴢ           | ⴢ        | hie    | [je], svan, megrelio, laz [j⁠] | —                   | Y y              |
| ო         | Ⴍ           | ⴍ        | oni    | [ɔ⁠]                           | O o                 | O o              |
| პ         | Ⴎ           | ⴎ        | pʼari  | [pʼ⁠]                          | Pʼ pʼ               | P p              |
| ჟ         | Ⴏ           | ⴏ        | zhani  | [ʒ⁠]                           | Zh zh               | Ž ž              |
| რ         | Ⴐ           | ⴐ        | rae    | [r⁠]                           | R r                 | R r              |
| ს         | Ⴑ           | ⴑ        | sani   | [s⁠]                           | S s                 | S s              |
| ტ         | Ⴒ           | ⴒ        | tʼari  | [tʼ⁠]                          | Tʼ tʼ               | T t              |
| ჳ         | Ⴣ           | ⴣ        | vie    | [uɪ], svan [w]                | —                   | W w              |
| უ         | ႭჃ / Ⴓ      | ⴓ        | uni    | [u⁠]                           | U u                 | U u              |
| ჷ         | Ⴧ           | ⴧ        | yn     | svan, megrelio [ʔ]            | —                   | —                |
| ფ         | Ⴔ           | ⴔ        | pari   | [pʰ⁠]                          | P p                 | P' p'            |
| ქ         | Ⴕ           | ⴕ        | kani   | [kʰ⁠]                          | K k                 | K' k’            |
| ღ         | Ⴖ           | ⴖ        | ghani  | [ɣ⁠]                           | Gh gh               | Ḡ ḡ              |
| ყ         | Ⴗ           | ⴗ        | qʼari  | [qʼ⁠]                          | Qʼ qʼ               | Q q              |
| Ჸ         | —           | —        | elif   | svan, megrelio [ə]            | —                   | —                |
| შ         | Ⴘ           | ⴘ        | shini  | [ʃ⁠]                           | Sh sh               | Š š              |
| ჩ         | Ⴙ           | ⴙ        | chini  | [t͡ʃʰ⁠]                         | Ch ch               | Č' č'            |
| ც         | Ⴚ           | ⴚ        | tsani  | [t͡sʰ⁠]                         | Ts ts               | C’ c’            |
| ძ         | Ⴛ           | ⴛ        | dzili  | [d͡z]                          | Dz dz               | J j              |
| წ         | Ⴜ           | ⴜ        | tsʼili | [t͡sʼ⁠]                         | Tsʼ tsʼ             | C c              |
| ჭ         | Ⴝ           | ⴝ        | chʼari | [t͡ʃʼ⁠]                         | Chʼ chʼ             | Č č              |
| ხ         | Ⴞ           | ⴞ        | khani  | [χ⁠]                           | Kh kh               | X x              |
| ჴ         | Ⴤ           | ⴤ        | qari   | [qʰ⁠]                          | —                   | H̱ ẖ              |
| ჯ         | Ⴟ           | ⴟ        | jani   | [d͡ʒ⁠]                          | J j                 | J̌ ǰ              |
| ჰ         | Ⴠ           | ⴠ        | hae    | [h⁠]                           | H h                 | H h              |
| ჵ         | Ⴥ           | ⴥ        | hoe    | [oː⁠]                          | —                   | Ō ō              |
| ჶ         | —           | —        | fi     | laz [f]                       | —                   | F f              |